# Bermúdez (municipalité)
Pour les articles homonymes, voir Bermúdez.
Bermúdez est l'une des quinze municipalités de l'État de Sucre au Venezuela. Son chef-lieu est Carúpano. En 2011, la population s'élève à 138 798 habitants.

## Géographie

### Subdivisions
La municipalité est divisée en cinq paroisses civiles avec, chacune à sa tête, une capitale (entre parenthèses) :
- Bolívar (Playa Grande) ;
- Macarapana (Carúpano) ;
- Santa Catalina (Carúpano) ;
- Santa Rosa (Carúpano) ;
- Santa Teresa (Carúpano).